# Kent MacDonald
Pour les articles homonymes, voir MacDonald.
Kent MacDonald est un homme politique canadien de l'Île-du-Prince-Édouard. Il est député fédéral libéral de la circonscription prince-édouardienne de Cardigan depuis 2025.
MacDonald se présente à l'investiture libérale tôt en mars 2025 alors que le député de longue date Lawrence MacAulay, en poste depuis 1988, annonce ne pas se représenter pour l'élection de 2025.